# 1994-es labdarúgó-világbajnokság (B csoport)
Az 1994-es labdarúgó-világbajnokság B csoportjának mérkőzéseit június 19. és június 28. között játszották. A csoportban Brazília, Oroszország, Kamerun és Svédország szerepelt.
A csoportból Brazília és Svédország jutott tovább az első két helyen. A harmadik és negyedik helyezett Oroszország, valamint Kamerun kiesett. A mérkőzéseken 22 gól esett.

## Tabella
| Hely. | Csapat      | M | Gy | D | V | G+ | G– | Gk | P | Továbbjutás                                |
| ----- | ----------- | - | -- | - | - | -- | -- | -- | - | ------------------------------------------ |
| 1.    | Brazília    | 3 | 2  | 1 | 0 | 6  | 1  | +5 | 7 | Továbbjutott az egyenes kieséses szakaszba |
| 2.    | Svédország  | 3 | 1  | 2 | 0 | 6  | 4  | +2 | 5 | Továbbjutott az egyenes kieséses szakaszba |
| 3.    | Oroszország | 3 | 1  | 0 | 2 | 7  | 6  | +1 | 3 |                                            |
| 4.    | Kamerun     | 3 | 0  | 1 | 2 | 3  | 11 | −8 | 1 |                                            |

## Mérkőzések

### Kamerun – Svédország
| 1994. június 19. 16:30 (1:30) |

| Kamerun                 | 2–2               | Svédország          |
| ----------------------- | ----------------- | ------------------- |
| Embé 31' Omam-Biyik 47' | (1–1) Jegyzőkönyv | Ljung 8' Dahlin 75' |

| Rose Bowl, Pasadena Nézőszám: 93 194 Játékvezető: Alberto Tejada Noriega (perui) |

| Kamerun | Svédország |

| KA                   | 1  | Joseph-Antoine Bell |    |     |
| V                    | 3  | Rigobert Song       |    |     |
| KP                   | 6  | Thomas Libiih       |    |     |
| CS                   | 7  | François Omam-Biyik |    |     |
| KP                   | 8  | Émile Mbouh         | 5' |     |
| CS                   | 10 | Louis-Paul M’Fédé   |    | 88' |
| V                    | 13 | Raymond Kalla       |    |     |
| V                    | 14 | Stephen Tataw (csk) |    |     |
| V                    | 15 | Hans Agbo           |    |     |
| KP                   | 17 | Marc-Vivien Foé     |    |     |
| CS                   | 19 | David Embé          |    | 81' |
| Cserék:              |    |                     |    |     |
| KP                   | 11 | Emmanuel Maboang    |    | 88' |
| CS                   | 20 | Georges Mouyémé     |    | 81' |
| Szövetségi kapitány: |    |                     |    |     |
| Henri Michel         |    |                     |    |     |

| KA                   | 1  | Thomas Ravelli    |     |     |
| V                    | 2  | Roland Nilsson    |     |     |
| V                    | 3  | Patrik Andersson  |     |     |
| V                    | 4  | Joachim Björklund |     |     |
| V                    | 5  | Roger Ljung       |     |     |
| KP                   | 8  | Klas Ingesson     |     | 76' |
| KP                   | 6  | Stefan Schwarz    |     |     |
| KP                   | 9  | Jonas Thern (csk) |     |     |
| KP                   | 21 | Jesper Blomqvist  |     | 61' |
| CS                   | 10 | Martin Dahlin     | 72' |     |
| CS                   | 11 | Tomas Brolin      |     |     |
| Cserék:              |    |                   |     |     |
| CS                   | 7  | Henrik Larsson    |     | 61' |
| CS                   | 19 | Kennet Andersson  |     | 76' |
| Szövetségi kapitány: |    |                   |     |     |
| Tommy Svensson       |    |                   |     |     |

| Asszisztensek: Douglas Micael James (trinidad és tobagó-i) Júszif al-Gattán (bahreini) Negyedik játékvezető: Dzsamál as-Saríf (szíriai) |

### Brazília – Oroszország
| 1994. június 20. 13:00 (22:00) |

| Brazília                       | 2–0               | Oroszország |
| ------------------------------ | ----------------- | ----------- |
| Romário 26' Raí 52' (11-esből) | (1–0) Jegyzőkönyv |             |

| Stanford Stadion, Palo Alto Nézőszám: 81 061 Játékvezető: Lim Kee Chong (mauritiusi) |

| Brazília | Oroszország |

| KA                      | 1  | Taffarel      |  |     |
| JV                      | 2  | Jorginho      |  |     |
| KV                      | 3  | Ricardo Rocha |  | 75' |
| KV                      | 15 | Márcio Santos |  |     |
| BV                      | 16 | Leonardo      |  |     |
| VKP                     | 5  | Mauro Silva   |  |     |
| VKP                     | 8  | Dunga         |  | 85' |
| TKP                     | 10 | Raí (csk)     |  |     |
| TKP                     | 9  | Zinho         |  |     |
| CS                      | 7  | Bebeto        |  |     |
| CS                      | 11 | Romário       |  |     |
| Cserék:                 |    |               |  |     |
| V                       | 13 | Aldair        |  | 75' |
| KP                      | 17 | Mazinho       |  | 85' |
| Szövetségi kapitány:    |    |               |  |     |
| Carlos Alberto Parreira |    |               |  |     |

| KA                   | 16 | Dmitrij Harin (csk)      |     |     |
| V                    | 2  | Dmitrij Kuznyecov        | 78' |     |
| V                    | 3  | Szergej Gorlukovics      |     |     |
| V                    | 5  | Jurij Nyikiforov         | 61' |     |
| V                    | 6  | Vlagyiszlav Tyernavszkij |     |     |
| KP                   | 7  | Andrej Pjatnyickij       |     |     |
| KP                   | 10 | Valerij Karpin           |     |     |
| CS                   | 15 | Dmitrij Radcsenko        |     | 77' |
| KP                   | 17 | Ilja Cimbalar            |     |     |
| V                    | 21 | Dmitrij Hlesztov         | 65' |     |
| CS                   | 22 | Szergej Juran            |     | 55' |
| Cserék:              |    |                          |     |     |
| CS                   | 9  | Oleg Szalenko            |     | 55' |
| KP                   | 13 | Alekszandr Borogyuk      |     | 77' |
| Szövetségi kapitány: |    |                          |     |     |
| Pavel Szadirin       |    |                          |     |     |

| Asszisztensek: El Jilali Rharib (marokkói) Domenico Ramicone (olasz) Negyedik játékvezető: Fabio Baldas (olasz) |

### Brazília – Kamerun
| 1994. június 24. 13:00 (22:00) |

| Brazília                                 | 3–0               | Kamerun |
| ---------------------------------------- | ----------------- | ------- |
| Romário 39' Márcio Santos 66' Bebeto 73' | (1–0) Jegyzőkönyv |         |

| Stanford Stadion, Palo Alto Nézőszám: 83 401 Játékvezető: Arturo Brizio Carter (mexikói) |

| Brazília | Kamerun |

| KA                      | 1  | Taffarel      |     |     |
| V                       | 2  | Jorginho      |     |     |
| V                       | 13 | Aldair        |     |     |
| V                       | 15 | Márcio Santos |     |     |
| VKP                     | 5  | Mauro Silva   | 44' |     |
| VKP                     | 8  | Dunga         |     |     |
| KP                      | 10 | Raí (csk)     |     | 81' |
| KP                      | 16 | Leonardo      |     |     |
| JSZ                     | 9  | Zinho         |     | 75' |
| BSZ                     | 7  | Bebeto        |     |     |
| CS                      | 11 | Romário       |     |     |
| Cserék:                 |    |               |     |     |
| KP                      | 18 | Paulo Sérgio  |     | 75' |
| CS                      | 19 | Müller        |     | 81' |
| Szövetségi kapitány:    |    |               |     |     |
| Carlos Alberto Parreira |    |               |     |     |

| KA                   | 1  | Joseph-Antoine Bell |     |     |
| V                    | 3  | Rigobert Song       | 63′ |     |
| KP                   | 6  | Thomas Libiih       |     |     |
| CS                   | 7  | François Omam-Biyik |     |     |
| KP                   | 8  | Émile Mbouh         |     |     |
| CS                   | 10 | Louis-Paul M’Fédé   |     | 71' |
| V                    | 13 | Raymond Kalla       | 37' |     |
| V                    | 14 | Stephen Tataw (csk) | 8'  |     |
| V                    | 15 | Hans Agbo           |     |     |
| KP                   | 17 | Marc-Vivien Foé     |     |     |
| CS                   | 19 | David Embé          |     | 64' |
| Cserék:              |    |                     |     |     |
| CS                   | 9  | Roger Milla         |     | 64' |
| KP                   | 11 | Emmanuel Maboang    |     | 71' |
| Szövetségi kapitány: |    |                     |     |     |
| Henri Michel         |    |                     |     |     |

| Asszisztensek: Douglas Micael James (trinidad és tobagó-i) Carl Christensen (dán) Negyedik játékvezető: Peter Mikkelsen (dán) |

### Svédország – Oroszország
| 1994. június 24. 19:30 (1:30) |

| Svédország                           | 3–1               | Oroszország            |
| ------------------------------------ | ----------------- | ---------------------- |
| Brolin 37' (11-esből) Dahlin 59' 81' | (1–1) Jegyzőkönyv | Szalenko 4' (11-esből) |

| Pontiac Silverdome, Pontiac Nézőszám: 71 528 Játékvezető: Joël Quiniou (francia) |

| Svédország | Oroszország |

| KA                   | 1  | Thomas Ravelli    |     |     |
| V                    | 2  | Roland Nilsson    |     |     |
| V                    | 3  | Patrik Andersson  |     |     |
| V                    | 4  | Joachim Björklund |     | 89' |
| V                    | 5  | Roger Ljung       |     |     |
| KP                   | 11 | Tomas Brolin      |     |     |
| KP                   | 6  | Stefan Schwarz    | 51' |     |
| KP                   | 9  | Jonas Thern (csk) |     |     |
| KP                   | 8  | Klas Ingesson     |     |     |
| CS                   | 10 | Martin Dahlin     | 58' |     |
| CS                   | 19 | Kennet Andersson  | 41' | 84' |
| Cserék:              |    |                   |     |     |
| CS                   | 7  | Henrik Larsson    |     | 84' |
| V                    | 20 | Magnus Erlingmark |     | 89' |
| Szövetségi kapitány: |    |                   |     |     |
| Tommy Svensson       |    |                   |     |     |

| KA                   | 16 | Dmitrij Harin (csk)  | 34'     |     |
| V                    | 2  | Dmitrij Kuznyecov    |         |     |
| V                    | 3  | Szergej Gorlukovics  | 1′, 49′ |     |
| V                    | 5  | Jurij Nyikiforov     |         |     |
| KP                   | 8  | Dmitrij Popov        |         | 41' |
| CS                   | 9  | Oleg Szalenko        |         |     |
| KP                   | 13 | Alekszandr Borogyuk  |         | 52' |
| CS                   | 15 | Dmitrij Radcsenko    |         |     |
| V                    | 18 | Viktor Onopko        |         |     |
| KP                   | 19 | Alekszandr Mosztovoj |         |     |
| V                    | 21 | Dmitrij Hlesztov     |         |     |
| Cserék:              |    |                      |         |     |
| V                    | 4  | Dmitrij Galjamin     |         | 52' |
| KP                   | 10 | Valerij Karpin       |         | 41' |
| Szövetségi kapitány: |    |                      |         |     |
| Pavel Szadirin       |    |                      |         |     |

| Asszisztensek: Mohammad Fanáji (iráni) Hassan Abdel-Magid (egyiptomi) Negyedik játékvezető: Nezsi Zsujni (tunéziai) |

### Oroszország – Kamerun
| 1994. június 28. 13:00 (22:00) |

| Oroszország                                                   | 6–1               | Kamerun   |
| ------------------------------------------------------------- | ----------------- | --------- |
| Szalenko 15' 41' 44' (11-esből) 72' 75' Dmitrij Radcsenko 81' | (3–0) Jegyzőkönyv | Milla 46' |

| Stanford Stadion, Palo Alto Nézőszám: 74 914 Játékvezető: Dzsamál as-Saríf (szíriai) |

| Oroszország | Kamerun |

| KA                   | 1  | Sztanyiszlav Csercseszov |     |     |
| V                    | 5  | Jurij Nyikiforov         | 90' |     |
| V                    | 6  | Vlagyiszlav Tyernavszkij |     |     |
| CS                   | 9  | Oleg Szalenko            |     |     |
| KP                   | 10 | Valerij Karpin           | 57' |     |
| V                    | 12 | Omari Tyetradze          |     |     |
| CS                   | 14 | Igor Kornyejev           |     | 65' |
| KP                   | 17 | Ilja Cimbalar            |     |     |
| V                    | 18 | Viktor Onopko (csk)      |     |     |
| KP                   | 20 | Igor Legyjahov           |     | 78' |
| V                    | 21 | Dmitrij Hlesztov         | 87' |     |
| Cserék:              |    |                          |     |     |
| CS                   | 11 | Vlagyimir Beszcsasztnih  |     | 78' |
| CS                   | 15 | Dmitrij Radcsenko        |     | 65' |
| Szövetségi kapitány: |    |                          |     |     |
| Pavel Szadirin       |    |                          |     |     |

| KA                   | 22 | Jacques Songo’o     | 44' |     |
| KP                   | 2  | André Kana-Biyik    | 12' |     |
| V                    | 5  | Victor Ndip         |     |     |
| KP                   | 6  | Thomas Libiih       |     |     |
| CS                   | 7  | François Omam-Biyik |     |     |
| CS                   | 10 | Louis-Paul M’Fédé   |     | 45' |
| V                    | 13 | Raymond Kalla       |     |     |
| V                    | 14 | Stephen Tataw (csk) |     |     |
| V                    | 15 | Hans Agbo           |     |     |
| KP                   | 17 | Marc-Vivien Foé     |     |     |
| CS                   | 19 | David Embé          |     | 47' |
| Cserék:              |    |                     |     |     |
| CS                   | 9  | Roger Milla         |     | 45' |
| CS                   | 16 | Alphonse Tchami     |     | 47' |
| Szövetségi kapitány: |    |                     |     |     |
| Henri Michel         |    |                     |     |     |

| Asszisztensek: Gordon Dunster (ausztrál) Jan Dolstra (holland) Negyedik játékvezető: Mario van der Ende (holland) |

### Brazília – Svédország
| 1994. június 28. 16:00 (22:00) |

| Brazília    | 1–1               | Svédország       |
| ----------- | ----------------- | ---------------- |
| Romário 46' | (0–1) Jegyzőkönyv | K. Andersson 23' |

| Pontiac Silverdome, Pontiac Nézőszám: 77 217 Játékvezető: Puhl Sándor (magyar) |

| Brazil | Svédország |

| KA                      | 1  | Taffarel      |     |     |
| V                       | 2  | Jorginho      |     |     |
| KP                      | 5  | Mauro Silva   |     | 45' |
| CS                      | 7  | Bebeto        |     |     |
| KP                      | 8  | Dunga         |     |     |
| KP                      | 9  | Zinho         |     |     |
| KP                      | 10 | Raí (csk)     |     | 83' |
| CS                      | 11 | Romário       |     |     |
| V                       | 13 | Aldair        | 23' |     |
| V                       | 15 | Márcio Santos |     |     |
| V                       | 16 | Leonardo      |     |     |
| Cserék:                 |    |               |     |     |
| KP                      | 17 | Mazinho       |     | 45' |
| KP                      | 18 | Paulo Sérgio  |     | 83' |
| Szövetségi kapitány:    |    |               |     |     |
| Carlos Alberto Parreira |    |               |     |     |

| KA                   | 1  | Thomas Ravelli    |     |     |
| V                    | 2  | Roland Nilsson    |     |     |
| V                    | 3  | Patrik Andersson  |     |     |
| V                    | 14 | Pontus Kåmark     |     |     |
| V                    | 5  | Roger Ljung       |     |     |
| KP                   | 7  | Henrik Larsson    |     | 65' |
| KP                   | 6  | Stefan Schwarz    |     | 75' |
| KP                   | 9  | Jonas Thern (csk) |     |     |
| KP                   | 8  | Klas Ingesson     |     |     |
| CS                   | 11 | Tomas Brolin      |     |     |
| CS                   | 19 | Kennet Andersson  |     |     |
| Cserék:              |    |                   |     |     |
| KP                   | 21 | Jesper Blomqvist  |     | 65' |
| KP                   | 18 | Håkan Mild        | 83' | 75' |
| Szövetségi kapitány: |    |                   |     |     |
| Tommy Svensson       |    |                   |     |     |

| Asszisztensek: Márton Sándor (magyar) Luc Matthys (belga) Negyedik játékvezető: Manuel Díaz Vega (spanyol) |